# Erechthias mucronata
Erechthias mucronata är en fjärilsart som beskrevs av Edward Meyrick 1921. Erechthias mucronata ingår i släktet Erechthias och familjen äkta malar. Inga underarter finns listade i Catalogue of Life.